# Dat So La Lee

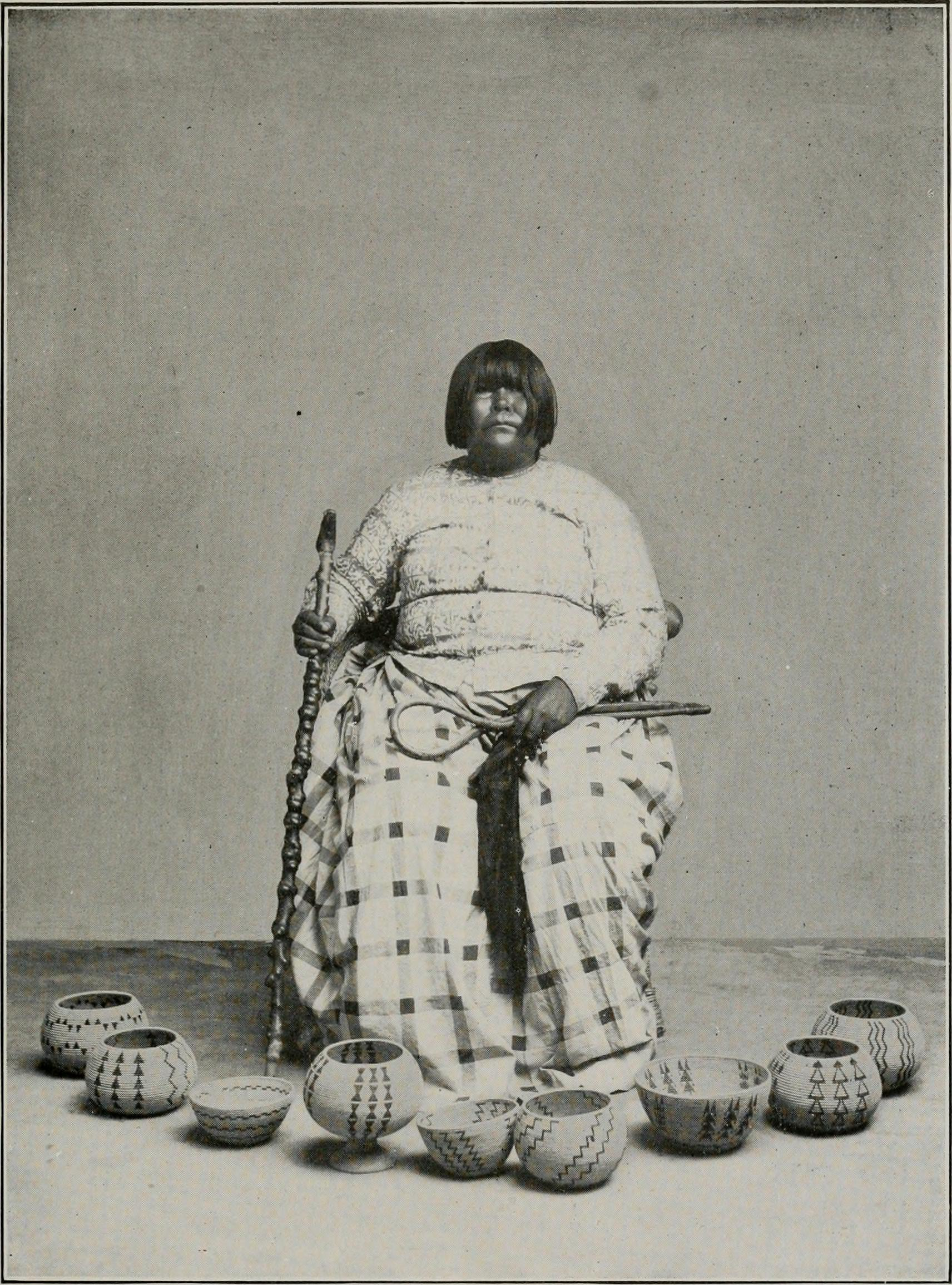

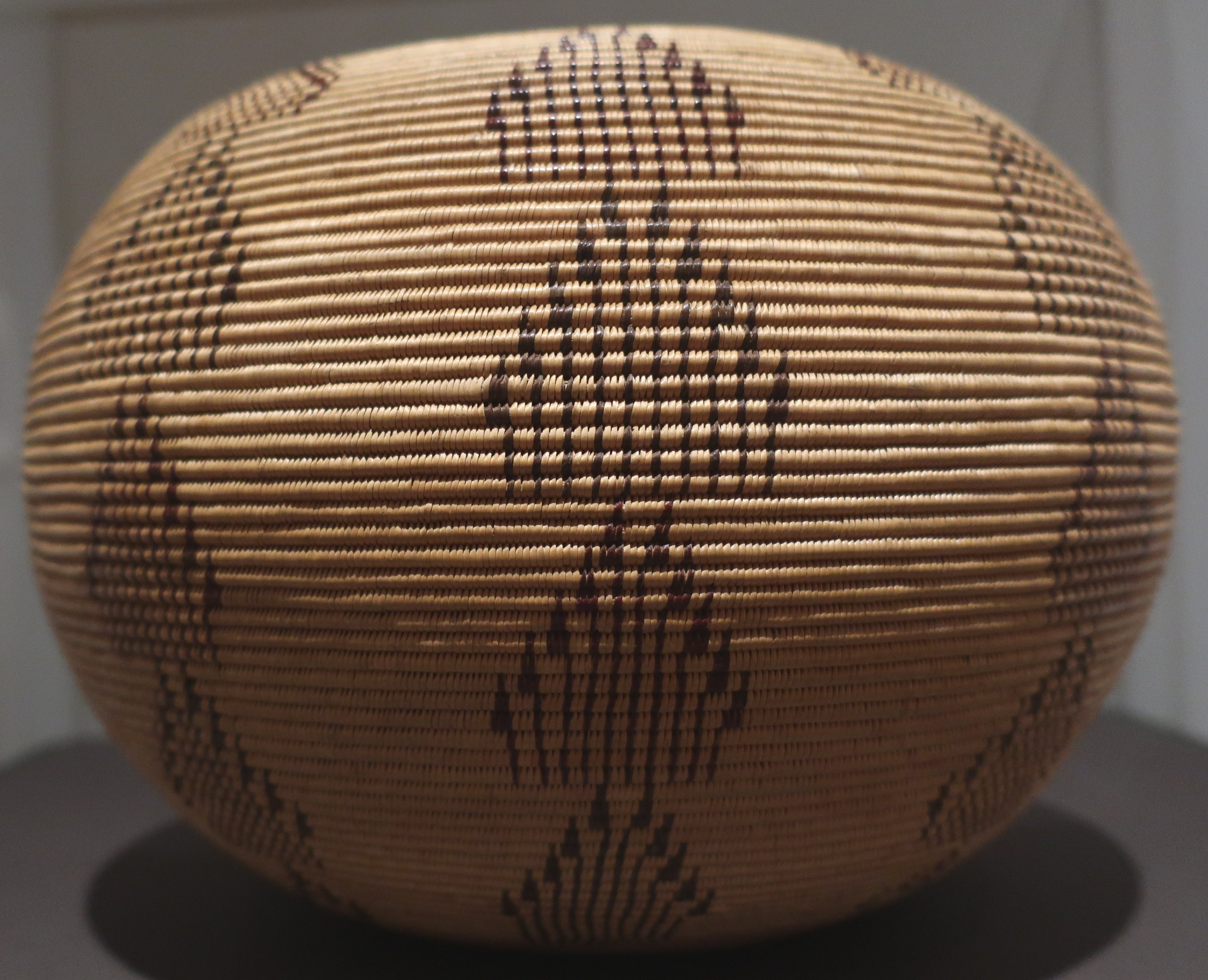
Un cesto creato da Dat So La Lee.

Dat So La Lee, pseudonimo di Dabuda (1829 – dicembre 1925), è stata un'artista statunitense. Appartenente alla tribù Washoe e conosciuta soprattutto per i suoi cesti tradizionali chiamati degikup; le sue opere sono esposte in alcuni musei più importanti degli Stati Uniti D'America, tra cui lo Smithsonian e il Penn Museum.

## Biografia
Il suo talento per l'intreccio fu riconosciuto per la prima volta da Amy e Abe Cohn nel 1895. Le offrirono vitto e alloggio gratuito per lei e suo marito, Charlie Keyser, in cambio per i suoi cesti, che venivano poi catalogati e venduti nel loro emporio e a vari collezionisti.
Per motivi pubblicitari, la coppia decise anche di cambiare il suo nome da Dabuda a Dat So La Lee, per creare un'immagine più "esotica" dell'artista.
Dat So La Lee lavorò per i Cohn fino alla sua morte. Durante la sua carriera creò almeno 120 cesti, un numero che sale a più di 300 se invece si considerano quelli creati durante tutta la sua vita.
Dat So La Lee morì nel 1925 ed è adesso sepolta nel Stewart cemetery a Carson City, in Nevada. L'epitaffio sulla sua lapide legge: